# Lisa: The Painful
Lisa: The Painful (также записывается как LISA: The Painful) — постапокалиптическая ролевая игра, разработанная и изданная независимой студией Dingaling Productions. Написанием сценария и музыки занимался Остин Йоргенсен (известный под ником Dingaling). Игра сделана с помощью движка RPG Maker и была выпущена для Microsoft Windows, OS X, и Linux 15 декабря 2014 года.
Lisa: The Painful разворачивается в постапокалиптическом мире, где вымерли практически все женщины. Главный герой — лысеющий мужчина средних лет с непростым прошлым по имени Брэд Армстронг, страдающий от психологических травм и от наркотической зависимости. Брэд отправляется в путешествие, чтобы отыскать свою приёмную дочь по имени Бадди (от англ. Buddy — «дружок»), последнюю женщину в мире. Основным источником вдохновения игры Остин Йоргенсен называл игру EarthBound.
Игра получила в основном положительные отзывы, но критиковалась за сложность и технические ошибки. Больше всего обозреватели хвалили музыку, сюжет и чёрный юмор, присутствовавшие в игре.

## Геймплей
Lisa представляет собой пошаговую RPG в двухмерном пространстве. Протагонист Брэд и многие его компаньоны зависимы от наркотика, известного как Радость (англ. Joy), который для них играет роль допинга, однако вызывает ломку, если не употреблять его. В мире можно найти различные магазины и бары, в которых есть возможность обнаружить наёмных компаньонов. Всего имеется 30 доступных компаньонов, но все из них, кроме Брэда, могут погибнуть навсегда.
В бою Брэд и некоторые из его компаньонов могут использовать комбинированные атаки, используя различные боевые стили, доступные в игре, что позволяет игроку нажать комбинацию клавиш, чтобы использовать мощные атаки, такие как огненные шары. Некоторые компаньоны используют атаки, которые могут наложить различные эффекты, начиная от яда и заканчивая параличом.

## Сюжет
В детстве Брэд жил без матери, а его сестра страдала от насилия со стороны отца, Мартина Армстронга. Спустя некоторое время, таинственное событие, известное как «Белая вспышка», приводит к исчезновению почти всех представителей женского пола (соответственно, лишая людей возможности репродукции). Мужчина среднего возраста, Брэд в пустоши находит девочку младенческого возраста. Друзья упрашивают Брэда отдать ребёнка Рандо, известному военачальнику со многочисленной армией солдат, однако тот отказывается раскрывать секрет и решает растить её самостоятельно, дав ей имя «Бадди» (от англ. «Come on buddy» — «пойдём, дружок»). Он прячет её от мира, так как не хочет повторять свою старую ошибку, связанную с сестрой. Однако впоследствии её находят и похищают, вынуждая Брэда отправиться на поиски.
В течение своей миссии, Брэд встречает много разных персонажей, часть которых игрок может взять в команду. На протяжении всей игры, флэшбеки показывают события Олайта до белой вспышки, проливая свет на прошлую жизнь главного героя, включая его воспитание младшей сестры Лизы и их отношения с жестоким отцом Марти. Помимо этого, Брэду постоянно приходится сталкиваться с неким Баззо, который предоставляет ему серьёзные выборы, как правило, влияющие на сюжет или геймплей. Баззо является основным распространителем Радости в пустоши. Наркотик заставляет человека утрачивать чувства, вызывает сильное привыкание и, в конце концов, превращает потребителей в могущественных, безмозглых мутантов, тела коих неестественно растут в разных направлениях, зависящих непосредственно от личности.
Воссоединившись с Бадди, Брэд осознаёт, что она ушла от него по собственной воле, так как не хотела быть под вечным контролем Брэда. Он решает забрать Бадди в свой дом, однако в этот момент его окружают Баззо и его банда, которые нокаутируют его и насильно кормят Радостью на глазах у дочери. Брэд отключается, и когда просыпается, он понимает, что Баззо, его команда и Бадди покинули местность. Невзирая на неприязнь Бадди к нему, Брэд продолжает её выслеживать, ибо из-за своей детской травмы он боится, что ей навредят. Услышав, что та украла лодку и, по всей видимости, уплывает на море, он делает свою, и пока его команда спит, уплывает в одиночестве с другим персонажем извне, с которым строил лодку. Брэд находит Бадди на небольшом острове, убивая при этом компаньона с лодки, так как он планировал надругаться над Бадди. Она была вместе с Марти, уже пожилым. Увидев сына, Марти просит прощения, в особенности за Лизу. Не сдержав свой гнев, Брэд буквально разрывает его на глазах Бадди. Девочка вновь убегает, и он использует труп компаньона как плот, чтобы догнать её.
Достигнув пункта назначения, Брэд находит Рандо, который нашёл Бадди и взял её под опеку. Неожиданно для Брэда, за ним прибывают члены команды и пытаются убедить его остановиться и дать Рандо позаботиться о Бадди. Приняв это за агрессию, Брэд убивает своих союзников. Затем он уничтожает на своём пути войска Рандо, а потом и его самого. Наконец, Брэд добирается до Бадди. Та упрекает его в том, что он забрал её единственный шанс быть свободной вместе с Рандо. Он спрашивает, правильно ли всё сделал, после чего игроку даётся выбор — дать Бадди обнять его или нет (на сюжет никак не влияет). Брэд падает замертво; после титров становится ясно, что он превратился в мутанта Радости. Концовка, которую видит игрок, зависит от Режима Боли и применения наркотика на протяжении игры.

## Разработка
Средства на разработку Lisa собирались на Kickstarter с целью в $7 000. В конце концов, 847 человек отдали на игру $16 492, тем самым достигнув нескольких целей. В результате Dingaling разработал DLC-Сиквел, Lisa: The Joyful, где Бадди является протагонистом.

## Оценки игры
| Сводный рейтинг    | Сводный рейтинг |
| Агрегатор          | Оценка          |
| ------------------ | --------------- |
| GameRankings       | 73 %            |
| Metacritic         | 78/100          |
| Иноязычные издания |                 |
| Издание            | Оценка          |
| Gamer.nl           | 7/10            |
| Kill Screen        | 81 %            |
| RPGamer            | 4/5             |

Lisa: The Painful получила позитивные отзывы как критиков, так и игроков. Особенно высоко оценили саундтрек, который сочетает в себя разные жанры электронной музыки. Он продаётся отдельно в комплекте с коллекцией артов и концепт-артов от Чейза Анаста — человека, ответственного за проект Mother 4.
Летом 2018 года, благодаря уязвимости в защите Steam Web API, стало известно, что точное количество пользователей сервиса Steam, которые играли в игру хотя бы один раз, составляет 297 947 человек.